# اولیویه برتا
اولیویه برتا (فرانسوی: Olivier Beretta‎؛ زادهٔ ۲۳ نوامبر ۱۹۶۹ در مونت‌کارلو) رانندهٔ مسابقات اتومبیل‌رانی اهل موناکو است که در فصل ۱۹۹۴ در مجموع در گراند پری از مسابقات جهانی فرمول یک شرکت کرد، اما موفق به کسب هیچ امتیازی نشد.